# Microbelia
Microbelia is een geslacht van vlinders van de familie venstervlekjes (Thyrididae).

## Soorten
- M. canidentalis (Swinhoe, 1906)
- M. compunctalis (Warren, 1896)
- M. curvinota Warren, 1906
- M. giulia (Swinhoe, 1902)
- M. intimalis (Moore, 1888)
- M. privata Warren, 1908
- M. tetraglyphica Gaede, 1934
- M. ulterior (Warren, 1896)
- M. uniformis Warren, 1908